# Карамелізація

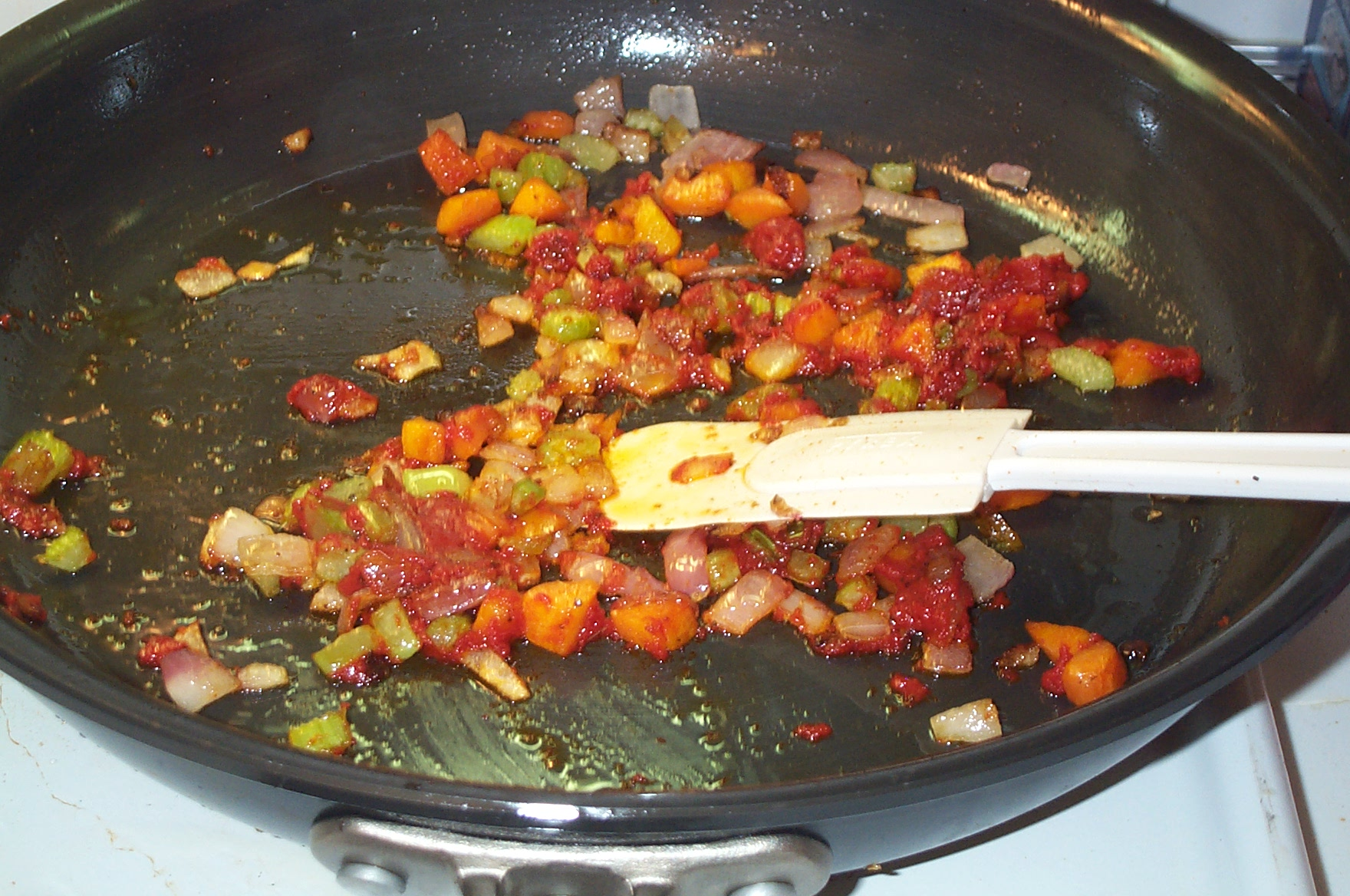
Мірпуа (морква, цибуля та селера) під час карамелізації

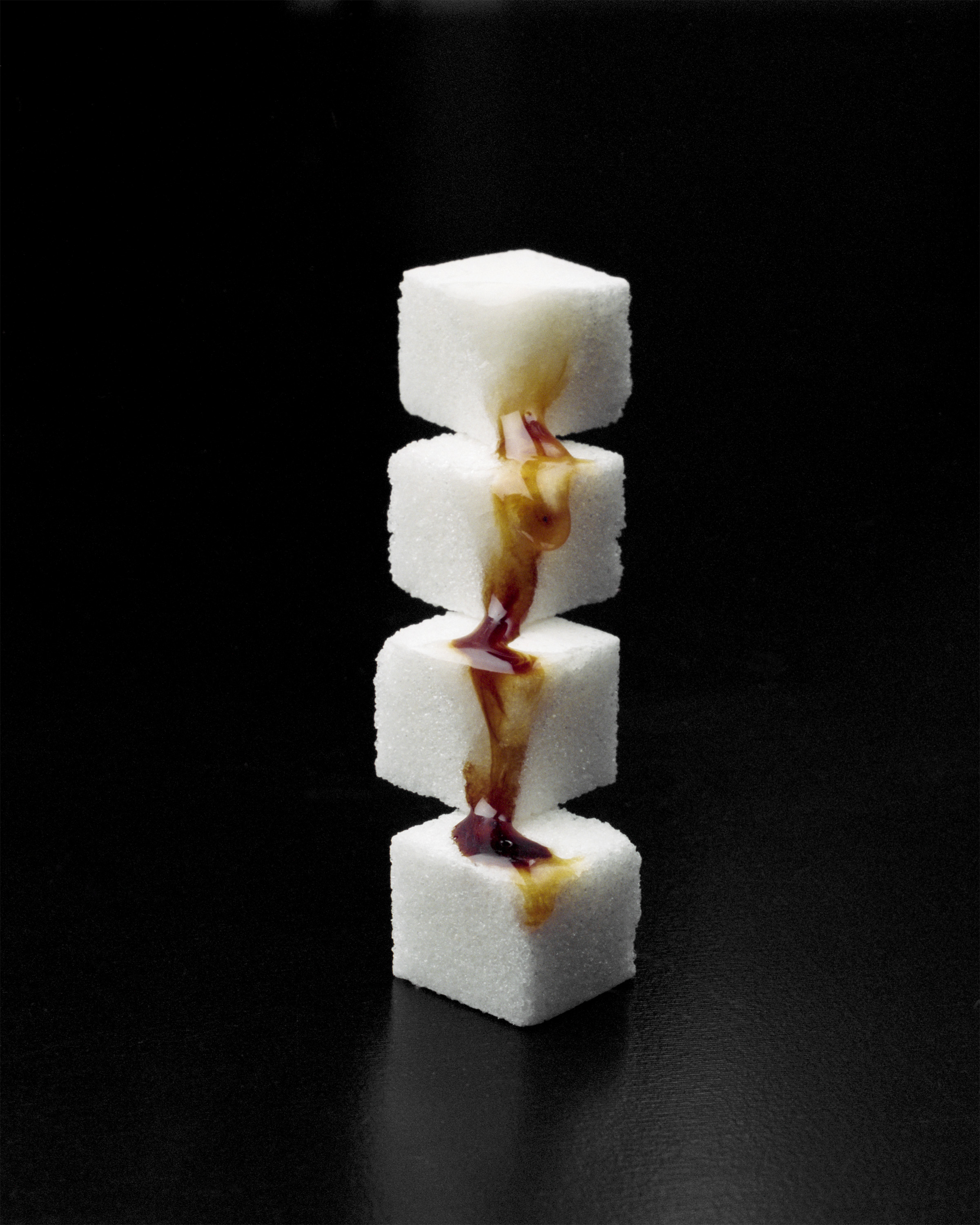
Карамель сахарози; увесь коричневий колір є наслідком браунингу (потемніння), оскільки сахароза зазвичай є безколірною.

Карамеліза́ція — потемніння цукру, процес, який широко застосовують у кулінарії через кінцевий солодкий горіховий смак та коричневий колір. Цей колір виробляється такими трьома полімерами: карамелан (C24H36O18), карамелен (C36H50O25) та карамелін (C125H188O80). Під час перебігу процесу вивільняються леткі елементи, як-от діацетил, спричинюючи характерний карамельний смак.
Як і реакція Маяра, карамелізація є видом неензимового потемніння. Проте, на відміну від реакції Маяра, карамелізація є піролітичною, на противагу реакції з амінокислотами.
Коли карамелізація містить сахарозу, вона розкладається на моносахариди фруктозу та глюкозу.

## Процес
Карамелізація є складним, малозрозумілим процесом, що виробляє сотні хімічних продуктів, та складається з таких видів реакцій:
- рівновага аномерних та кільцевих форм
- інверсія фруктози та глюкози
- реакція конденсації
- інтрамолекулярне з'єднання
- ізомеризація альдоз та кетоз
- дегідратація
- реакція фрагментації
- формування ненасичених полімерів

## Вплив накарамелізацію
Процес є залежним від температури. Певні цукри мають свою власну точку, за якої реакції починають активно відбуватись. Домішки, на кшталт меляси в коричневому (нерафінованому тростинному) цукрі, суттєво їх прискорюють.
| Цукор     | Температура    |
| --------- | -------------- |
| Фруктоза  | 110 °C, 230 °F |
| Галактоза | 160 °C, 320 °F |
| Глюкоза   | 160 °C, 320 °F |
| Сахароза  | 160 °C, 320 °F |
| Мальтоза  | 180 °C, 356 °F |

Реакції карамелізації є також чутливими до хімічного середовища. Шляхом контролю рівня кислотності (pH), темп реакції (чи температуру, за якої вона повністю відбувається) можна коригувати. Швидкість карамелізації в загальному є нижчою за умов майже нейтральної кислотності (близько 7 pH), та прискорюється при кислотних (особливо при pH < 3) та лужних (особливо при pH > 9) умовах.

## Застосування в їжі
Карамелізацію застосовують у виготовленні таких харчових продуктів:
- Карамельний соус
- Конфітюр де ле (фр. confiture de lait) — карамелізоване підсолоджене молоко
- Дульсе-де-лече — карамелізоване підсолоджене молоко
- Льодяники
- Карамелізована цибуля, яку використовують у стравах на кшталт цибулевого супу[4][5]
- Карамелізована картопля
- Карамелізовані Персики[6]
- Кола, деякі виробники якої використовують карамелізований цукор у невеликій кількості для забарвлення